# A–222 Bereg
Az A–222 Bereg (oroszul: А–222 Берег) szovjet-orosz önjáró 130 mm-es partvédelmi löveg, melyet az 1980-as években fejlesztettek ki és 1993-ban mutattak be először. Csak kis mennyiségben rendszeresítették. Partvédelmi célokat szolgáló löveg, kisebb hadihajók, gyorsnaszádok és partra szálló deszant megsemmisítésére alkalmas.

## Története
Az alapjául szolgáló automata hajófedélzeti löveget az 1970-es évek második felében tervezték a leningrádi Arszenal tervezőirodában. Az ágyút a hadihajókhoz készített AK–130-as tüzérségi rendszerben alkalmazták, egy- és kétcsövű változatban, melyet a volgográdi Barrikadi fegyvergyár gyártott. A hajófedélzeti AK–130-as rendszert 1985-től alkalmazták.
A Bereg kódnevű partvédelmi löveghez az AK–130-as rendszer lövegét vették alapul, amelyet egy önjáró alvázra építettek. Hordozó járműként a jó terepjáró képességű, 8×8-as hajtásképletű MAZ–543M nehéz tüzérségi tehergépkocsit választották. Az önjáró löveg fejlesztését a volgográdi OKB–2 tervezőiroda végezte. A fejlesztés 1976-ban kezdődött Az AK–130-as rendszer fejlesztésével párhuzamosan. 1988-ban készült el az első kísérleti példány a Barrikadi gépgyárban Volgográdban. A löveggel az 1980-as évek végén, az 1990-es évek elején tesztelték.
1993-ban mutatták be először a nyilvánosság előtt. Csak kis mennyiségben rendszeresítették. A novorosszijszki haditengerészeti bázis védelmét ellátó 40. partvédelmi tüzérezrednél rendszeresítették 2003 augusztusában.

## Jellemzői
Egy Bereg partvédelmi komplexum hat önjáró lövegből, egy központi parancsnoki egységből és egy vagy kettő kiszolgáló egységből áll.
Az irányítórendszere egyidőben négy cél követésére alkalmas és kettő cél ellen képes tüzet vezetni.